# 瓦西利基夫 (喬爾特基夫區)
48°59′36″N 26°7′48″E / 48.99333°N 26.13000°E
瓦西利基夫（烏克蘭語：Васильків），是烏克蘭的村落，位於該國西部捷爾諾波爾州，由喬爾特基夫區負責管轄，始建於1710年，面積0.58平方公里，2001年人口287，人口密度每平方公里492.3人。